# Trimulyo (Batanghari)
Trimulyo is een bestuurslaag in het regentschap Lampung Timur van de provincie Lampung, Indonesië. Trimulyo telt 3516 inwoners (volkstelling 2010).